# Chandpur Sadar
Chandpur Sadar (en bengali : চাঁদপুর সদর) est une upazila du Bangladesh dans le district de Chandpur. En 2001, on y dénombrait 436 680 habitants.